# Christos Christovasilis
Christos Christovasilis (20. července 1862 Mikro Soulopoulos, Ioánnina – 21. února 1937 Ioánnina) byl řecký spisovatel a novinář, představitel hrdinské a bukolické literatury a významná postava epirské literatury na přelomu 19. a 20. století.

## Životopis
Christos Christovasilis se narodil ve vesnici Mikro Soulopoulos na řece Kalamas poblíž Ioanniny, když oblast byla ještě pod osmanskou okupací. Jako teenager opustil školu, zúčastnil se Epirusské revoluce v roce 1878 a připojil se k partyzánským jednotkám v oblasti Agioi Saranda. Byl dvakrát zatčen Osmanskými úřady, jednou odsouzen k smrti, ale podařilo se mu uprchnout do osvobozeného Řecka. V roce 1885 byl v Aténách, kde studoval, sbíral materiál a publikoval velké množství prací souvisejících s řeckými dějinami. V prosinci 1889 získal literární cenu deníku Akropolis za dílo Stanisovy povídky. S koncem balkánských válek se větší část Epiru připojila k Řecku, Christos působil v Ioannině, kde vydával noviny Eleftheria a v roce 1936 kulturní časopis Epirotiki Filla. Za Povídky z hor a údolí získal literární cenu, vyhlášenou zastáncem demotického jazyka Ioannisem Psycharisem.
Byl dvakrát zvolen poslancem Ioanniny v řeckém parlamentu, v roce 1926 a 1935.

### Práce
Dílo Christose Christovasilise bylo inspirováno každodenním životem tradičního a venkovského obyvatelstva Epiru, přičemž byl hlavním představitelem tehdejší bukolické literatury. Psal pouze v lidovém jazyce, který nazval „Společná budoucnost“. Záznam celého jeho díla, posedlého vlasteneckým cítěním proti osmanskému jhu, uchovávají jeho potomci v Patrasu.

## Dílo
Výběr z díla.

### Verše
- Láska – básnická trilogie, Athény: 1895
- Pro čest – Atény

### Povídky
- Diigimata tis stanis – Athina: Ekdoseis Nefeli, 1888
- Povídky z vyhnanství – 1889
- Stanisovy povídky – 1889
- Povídky ze dvora – 1898
- Cestovní črty – 1899
- Povídky z Thesalie – 1900
- Povídky z hor a údolí – 1901

### V češtině
- Vánoce v horách pindských – úvod František Sekanina; přeložil Ferdinand Tadra; in: 1000 nejkrásnějších novel... č. 63. Praha: J. R. Vilímek, 1914